# Культура Кореи
Эта статья о традиционной культуре Кореи; о современной культуре см. статьи культура Северной Кореи и культура Южной Кореи.

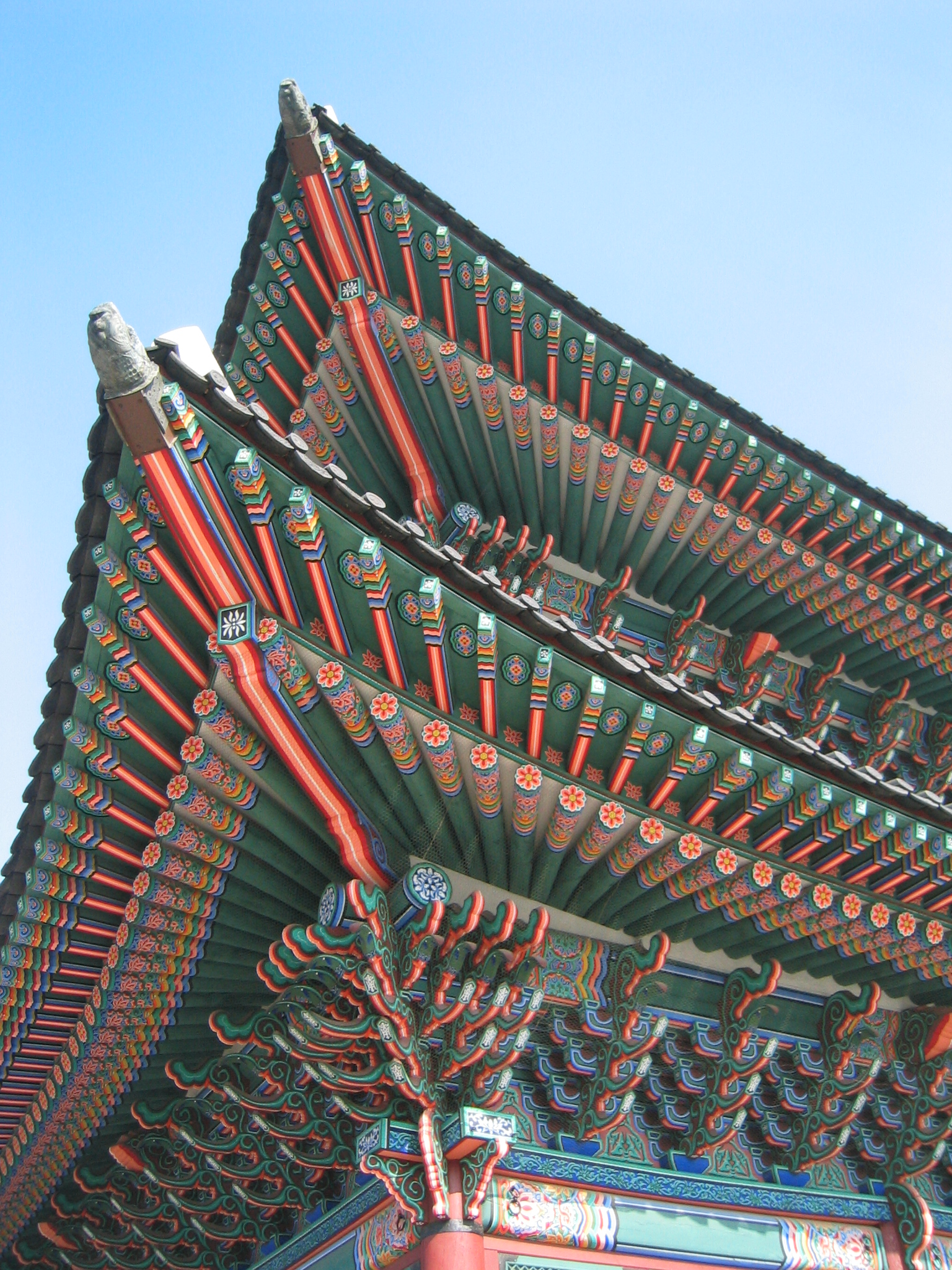
Танджон, декоративная раскраска на дворце Кёнбок

Существующее современное разделение Кореи на Северную и Южную привело и к разделению в современной культуре; несмотря на это, традиционная культура Кореи объединяет оба государства своей более чем 5000-летней историей, и считается одной из старейших.

## История
Первые сохранившиеся предметы искусства, найденные на Корейском полуострове, датированы VII—III тысячелетием до н. э., это ульсанские петроглифы. В III тысячелетии появились первые керамические сосуды, в I тысячелетии до н. э. в Корее появились первые крупные поселения, построенные вокруг жилища главного жреца. На могилах высокопоставленных корейцев сооружали памятники — столообразные дольмены.
Первой корейской печатной книгой считают буддийский свиток-амулет «Сутра великого заклинания незапятнанного чистого света» (кор. 무구정광대다라니경, 無垢淨光大陀羅尼經, Мугу чонгван дэ тарани гён), созданный с помощью ксилографии в Корее в период с 704 по 751 год и найденный в 1966 году вместе с другими реликвиями во время реставрации храма Пульгукса в Кёнджу.

## Традиционное искусство

### Музыка
Музыка в Корее развивалась под китайским влиянием, однако незадолго до японской оккупации народные музыкальные жанры испытали сильный подъём, благодаря чему возникли такие жанры как пхансори, сиджо, санджо, кагок и другие. Традиционные инструменты, такие как тэгым, каягым и чангу, используются при исполнении классических произведений.

### Танец

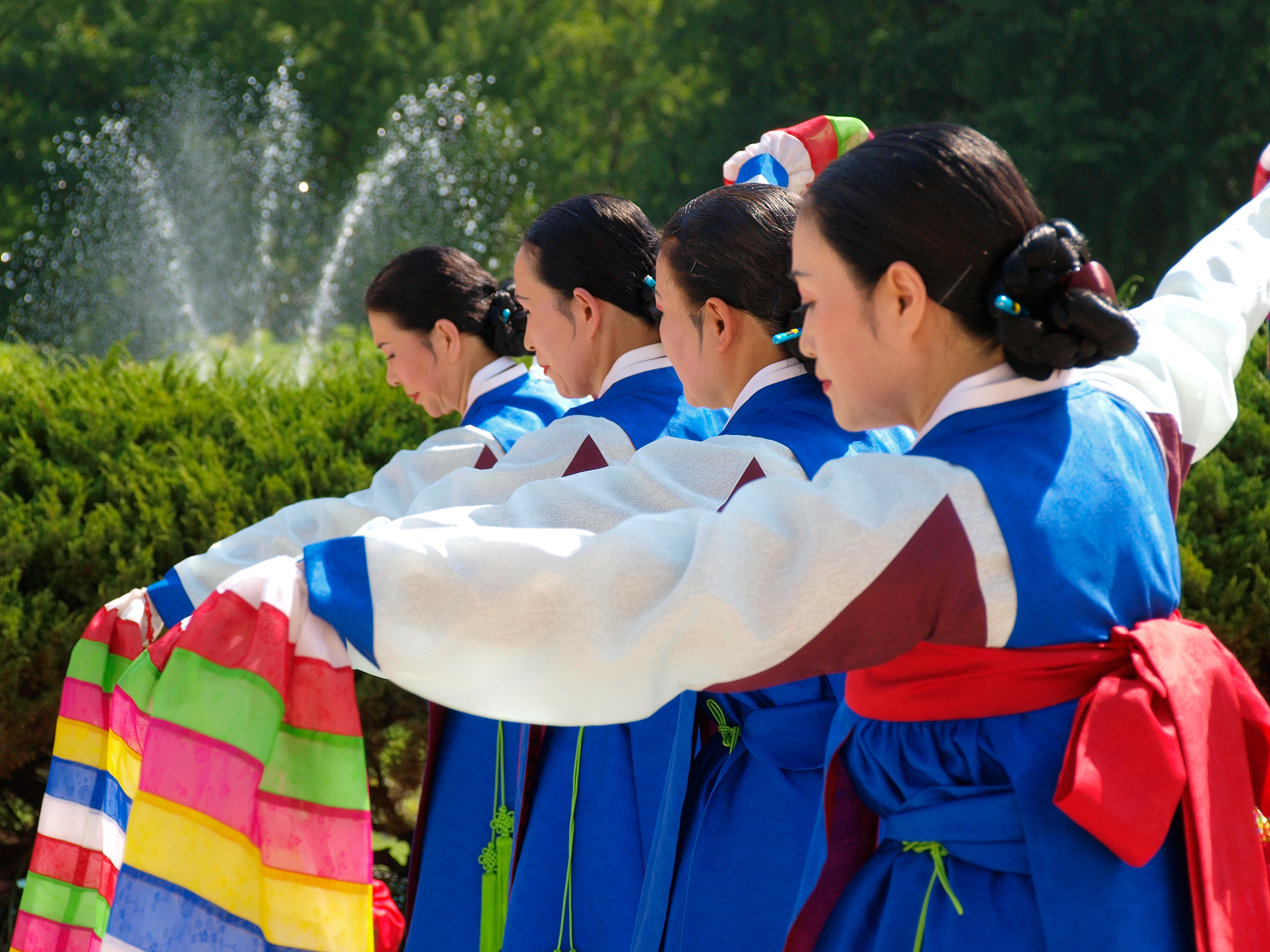
Чинджу гомму

Как и в музыке, существует разделение на придворные и народные танцы. Распространенными придворными танцами являются чонджэму, исполняемые на банкетах, и ильму — во время проведения конфуцианских ритуалов. Чонджэму делятся на исконные (хянгак чонджэ) и пришедшие из Центральной Азии и Китая (тангак чонджэ). Ильму делятся на гражданские (мунму) и военные (муму). Множество костюмированных представлений или танцев исполняется в разных районах Кореи. 
Традиционная хореография придворных танцев нашла отражение в разнообразной современной продукции.

### Игры
В период трёх корейских государств зародилась традиционная игра Ют, в которую часто играют во время корейского нового года. Также на палочках из этой игры нередко гадают в канун или первый день нового года.
Немаловажными для корейской культуры также являются конгинори, бисокчиги и ттакчи(аналог игры «сотки»).

### Живопись

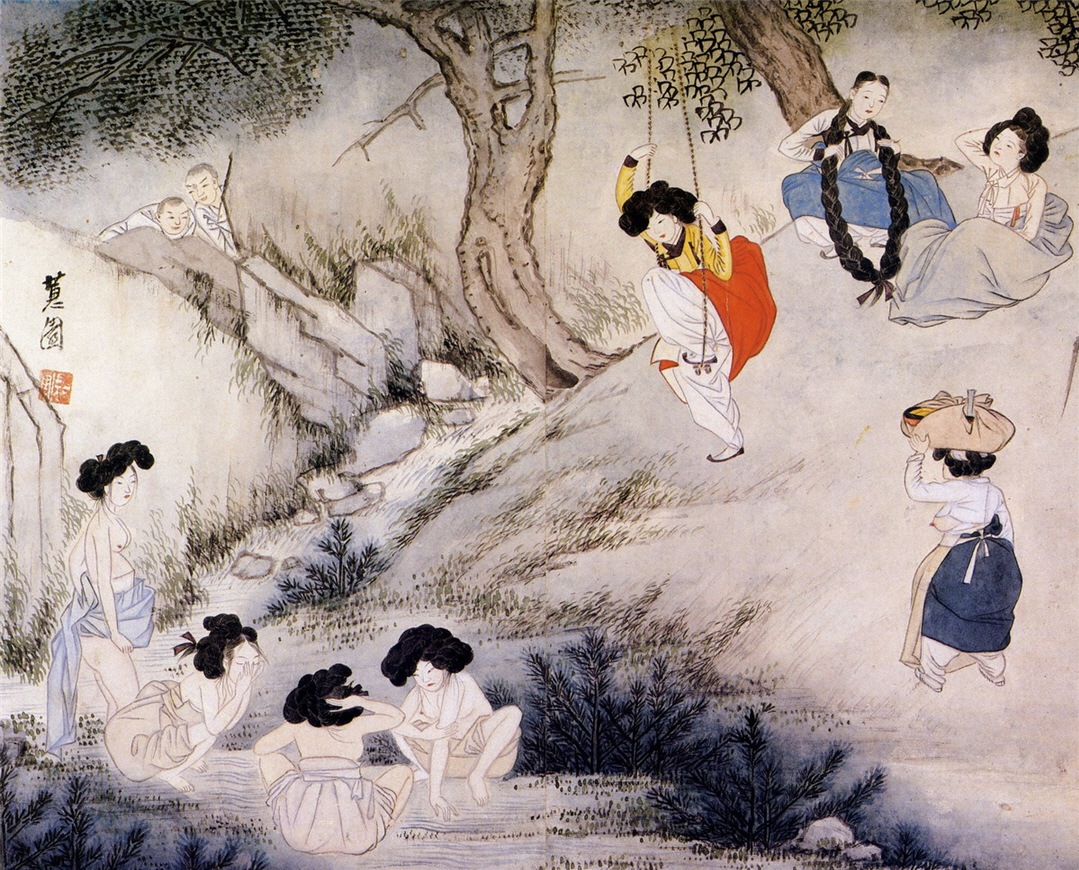
Сцена дня Тано

Самые ранние картины, найденные на Корейском полуострове, — доисторические петроглифы. С проникновением буддизма из Индии через Китай, в стране появились другие разнообразные техники. Очень быстро они стали основными, хотя местные техники сохранились и развивались далее.
Популярной тенденцией в живописи стал натурализм с такими мотивами как реалистичные пейзажи, цветы и птицы. Большинство картин выполнено чернилами на тутовой бумаге или шёлке.
В XVIII веке местные техники сильно продвинулись, в основном в области каллиграфии и гравировки печатей.
В Северной Корее искусство находится под влиянием традиций и реализма. Картина Чжон Сона «Пик Чхоннё горы Кымган» — классический пример корейского пейзажа с возвышающимися утёсами, скрытыми туманом.

### Ремёсла

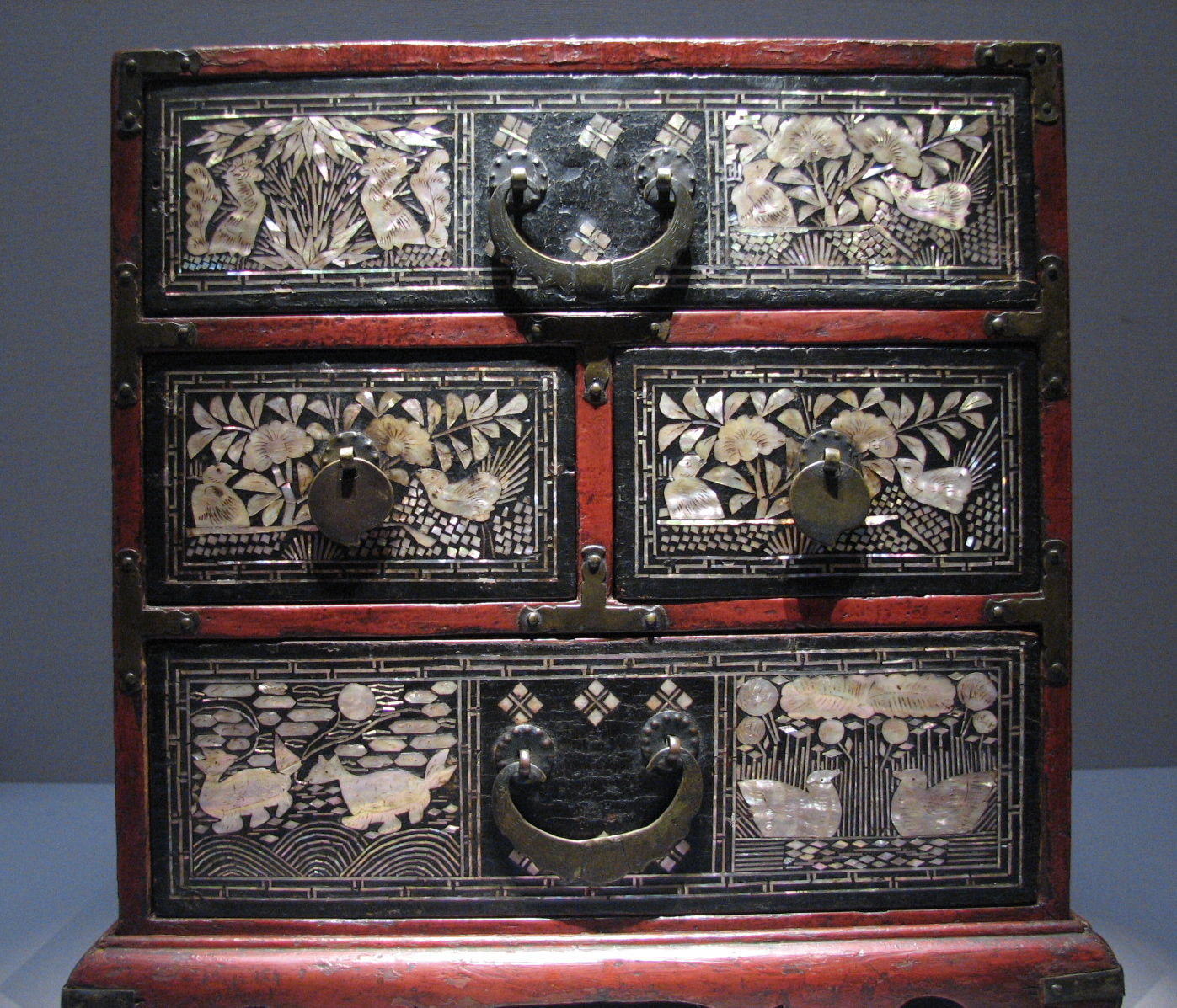
Лакированный комод с перламутровой инкрустацией, Национальный музей Кореи, Сеул

В Корее производится ряд уникальных изделий ручной работы. Большая часть из них предназначена для ежедневного использования, поэтому практичность намного важнее эстетичности этих работ. Традиционно самыми популярными материалами являются металл, дерево, ткань, лак и глина, но в отдельных случаях в последнее время используется бумага, стекло или кожа.
Древние изделия ручной работы, такие как красная и чёрная керамика, во многом схожи с гончарными изделиями Китая вдоль Хуанхэ. Найденные реликвии Бронзового века, впрочем, сильно отличают и более искусны.
Множество изделий тонкой работы были найдены при раскопках, включая позолочённые короны, кувшины и горшки с различными орнаментами. В период Корё было распространено использование бронзы. Латунь, являющаяся сплавом меди и одной трети цинка, был также довольно популярным материалом. Династия, впрочем, более известна своими изделиями из селадона.
В ходе периода Чосон популярны были изделия из фарфора, украшенные синими рисунками. В то же время развивалась работа по дереву, что привело к появлению искусно сделанной мебели, такой как комоды, шкафы и столы.

### Керамика

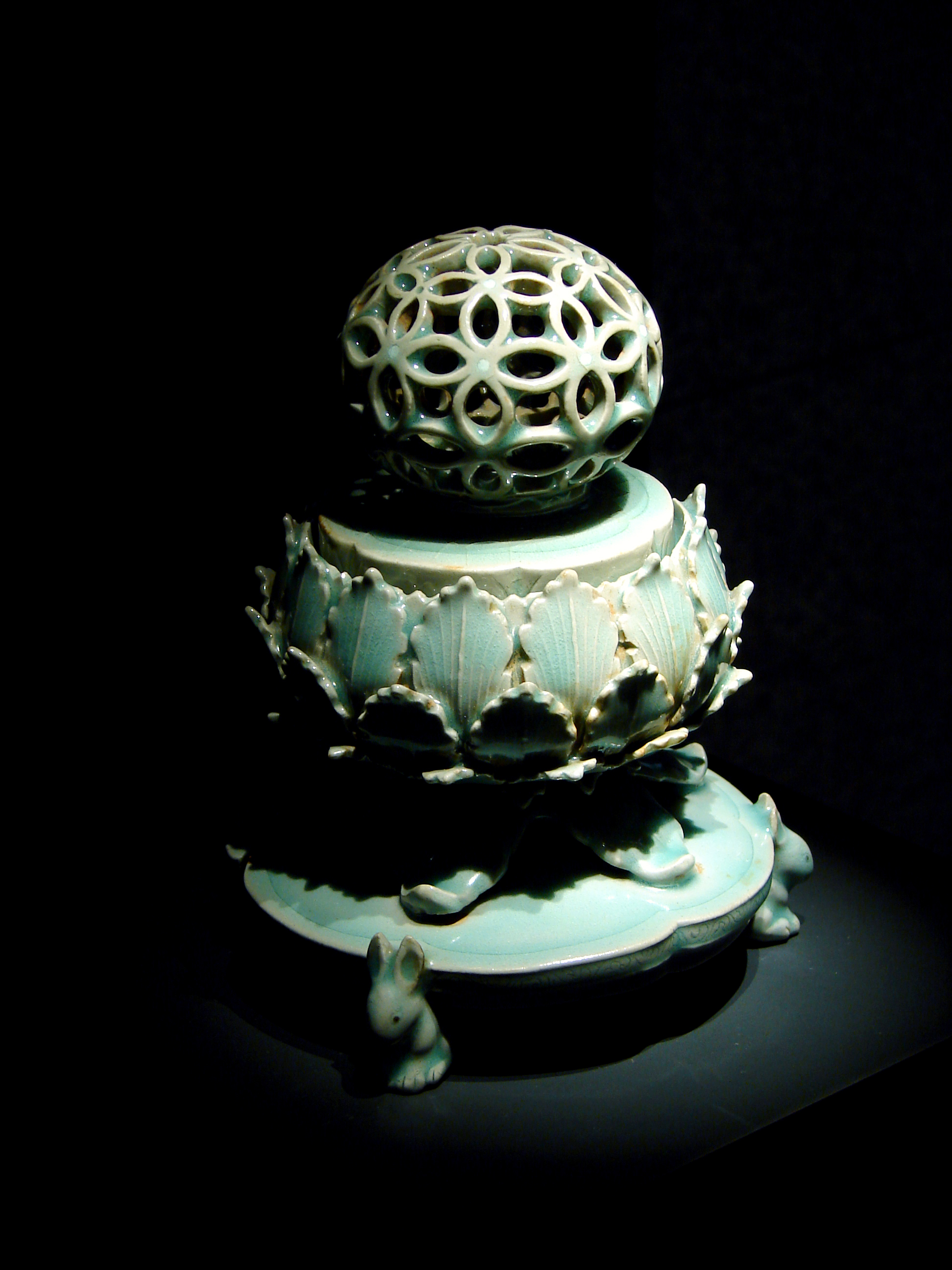
Селадоновая курильница династии Корё

Использование глиняных изделий на Корейском полуострове уходит корнями в неолит. История корейской керамики продолжительная и включает создание ранних ритуальных и декоративных изделий. В период трёх государств гончарство процветало в Силле. Глиняные изделия обрабатывались особым огнём, что привело к образованию специфического серо-голубого селадонового цвета. Поверхность украшалась разнообразными геометрическими узорами.
В период Корё стали популярными нефритово-зелёные изделия из селадона. В XII веке были разработаны новые методы инкрустации, позволив создавать более изощренные украшения в разных цветах. Эвелин Маккуне пишет: «В XII веке производство керамики достигло своего совершенства. Несколько новых видов появилось за четверть века, один из которых, инкрустирование, может считаться полностью корейским открытием». Ни в Китае, ни в Японии не производили инкрустированный селадон, уникальный для изделий Корё.
В XV веке стал популярен белый фарфор. Вскоре он стал популярнее селадона. Белый фарфор часто украшался или раскрашивался медью.
В ходе Имджинской войны в XVI веке, множество гончарных изделий были похищены Японией, где оказали сильное влияние на японскую керамику.
Множество известных японских гончарных родов и ныне могут отследить свои корни к этим захваченным Японией в ходе завоевания Корейского полуострова.
В поздний период Чосон (конец XIX века) стал популярным сине-белый фарфор.

## Обычаи

### Архитектура

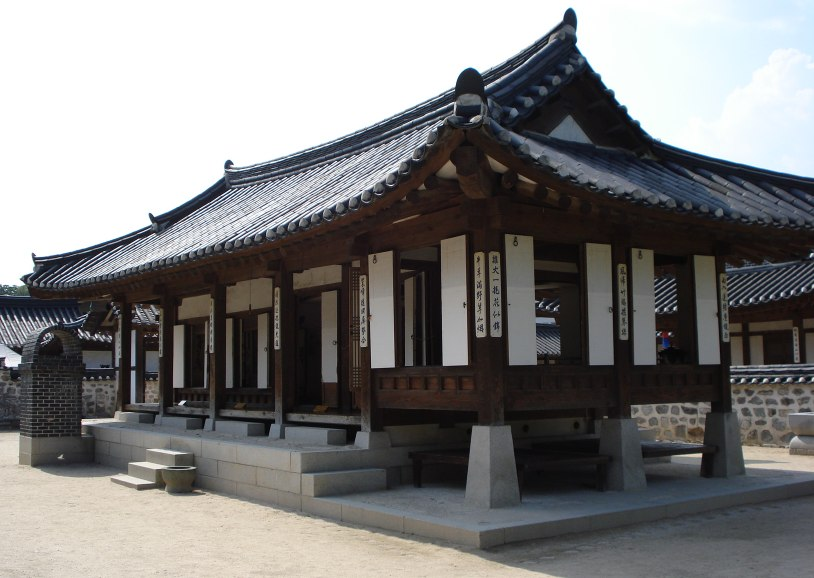
Традиционный дом, ханок

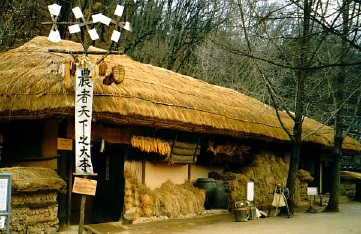
Традиционный крестьянский дом

Улица с традиционными зданиями в Сеуле

У корейцев места жительства традиционно выбираются с помощью геомантии. Несмотря на то, что геомантия была жизненно важной частью культуры Кореи и шаманизма с доисторических времён, геомантия позже заново попала в Корею из Китая в период трёх государств.
Дом должен быть построен напротив холма и обращён лицом на юг, чтобы получать как можно больше солнечного света. Подобное расположение домов популярно и в современной Корее. Геомантия так же оказала влияние на форму зданий, их расположении и выбор материала.
Традиционные корейские дома организуются в внутреннее крыло (анчхэ) и внешнее крыло (саранчхэ). Конкретная планировка зависит от региона и достатка семьи. Тогда как аристократы используют внешнее крыло для приёмов, более бедные люди держат в нём скот. Чем больше достаток семьи, тем больше дом. В то же время, для любой семьи запрещено иметь дом более 99 кан, за исключением короля. Кан — расстояние между двумя опорами, используемыми в традиционных домах.
Внутреннее крыло обычно состоит из общей комнаты, кухни и холл с деревянным полом. В ним может быть присоединено больше комнат. В бедных крестьянских семьях может не быть внешнего крыла. Обогреваемые полы (ондоль) используются в Корее с доисторических времен. Основные материалы, используемые при строительстве, это древесина, глина, кафель, камень и соломы. Из-за использования древесины и глины в прошлом немногие старые здания сохранились до нынешних времён. Ныне люди обычно живут в квартирах и более модернизированных жилищах.
Старейший и наиболее примечательный из памятников корейской архитектуры — дворец Кёнбоккун в Сеуле («дворец солнечного света и счастья»), построенный в 1394 году. Дворцовый комплекс разделен на несколько частей-павильонов. Вокруг тронного зала Кынджончжон располагались личные покои короля Тхэджо (годы правления — 1392—1398), основателя династии Чосон. Один из павильонов, Кёнхверу, расположен в центре лотосового пруда.

### Сады

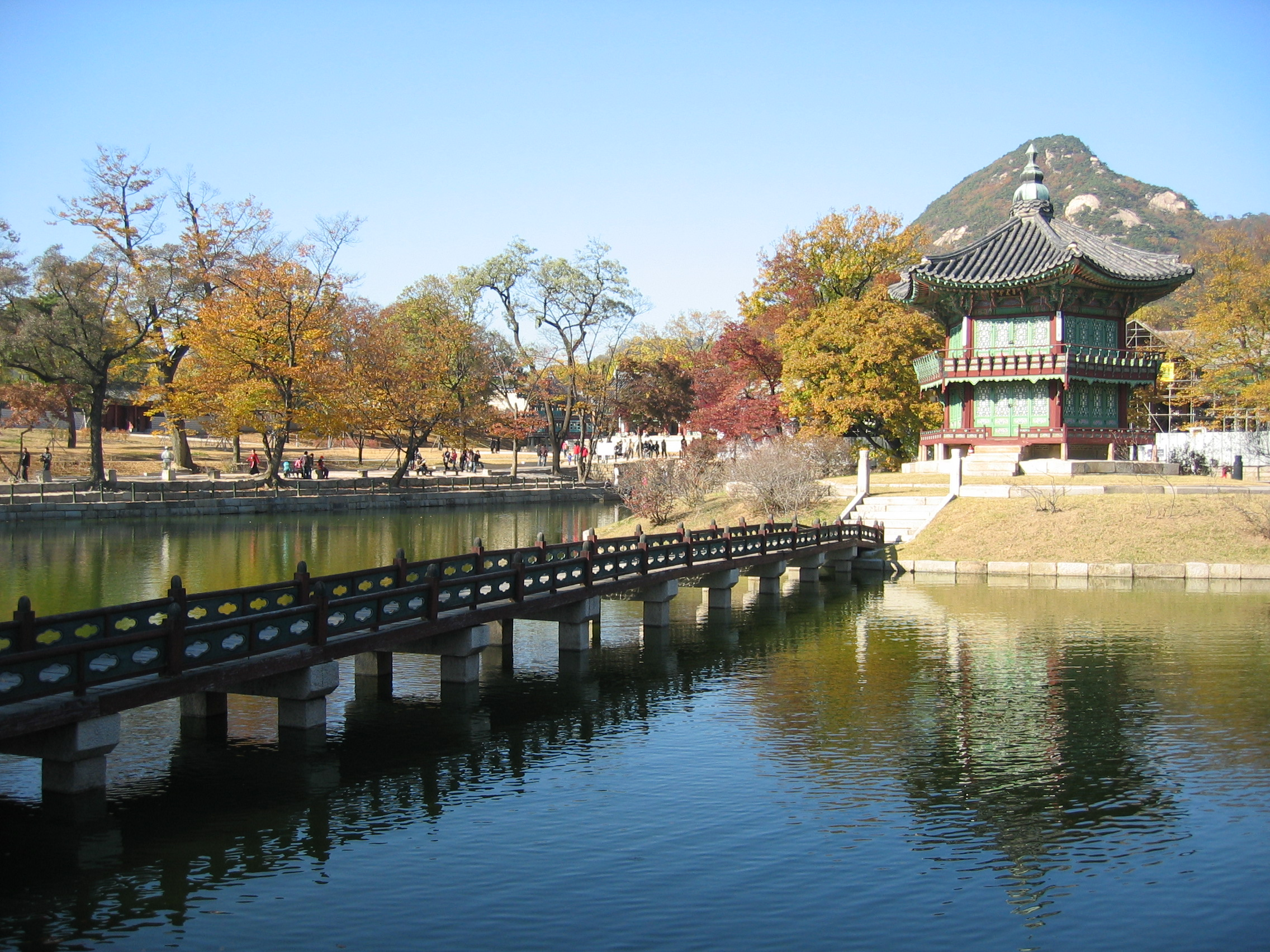
Хянвонджон, сад в Кёнбоккун, Сеул

Принципы построения как храмовых, так и частных садов, одинаковы. В основном на стиль садов оказал влияние шаманизм. Шаманизм связан с природой и мистикой и выделяется предельным вниманием к деталям пейзажа. В отличие от садов Китая и Японии, в которых наличествуют элементы, сделанные людьми, в корейских избегается всё искусственное, сады стараются выглядеть даже более «природными», чем сама природа.
Лотосовый пруд — важная деталь в корейском саде. Если в саду имеется настоящий ручей, то рядом обычно строится павильон, позволяющий с удовольствием наблюдать за водой. Также часто встречаются многоуровневые клумбы.
Пхосокчон рядом с Кёнджу был организован в период Силла. В нём подчёркивается важность воды в традиционных садах. В конце существования государства Силла, гости короля сидели вдоль русла и общались, пока чаши с вином плавали между ними.

### Наряд

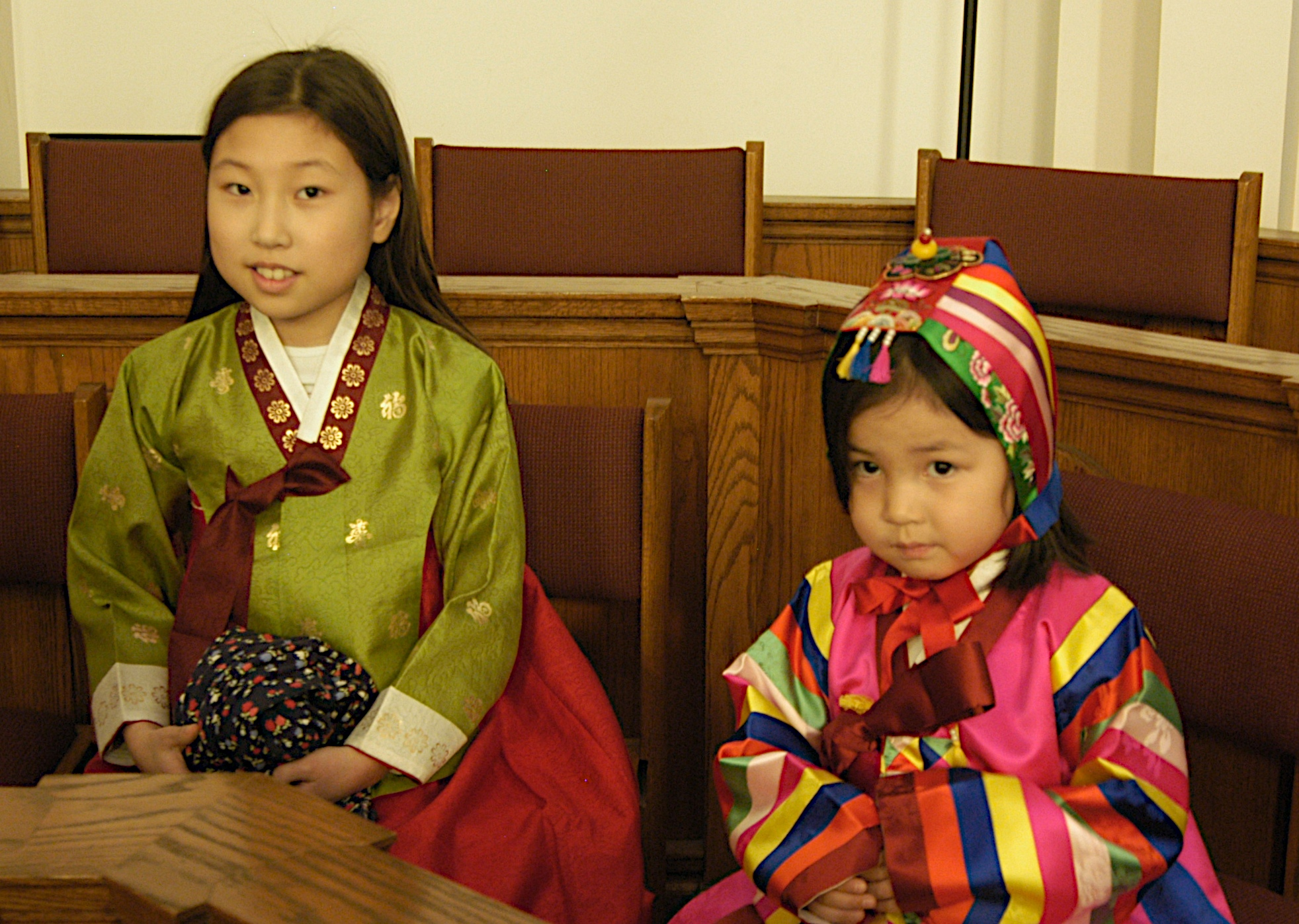
Ханбок

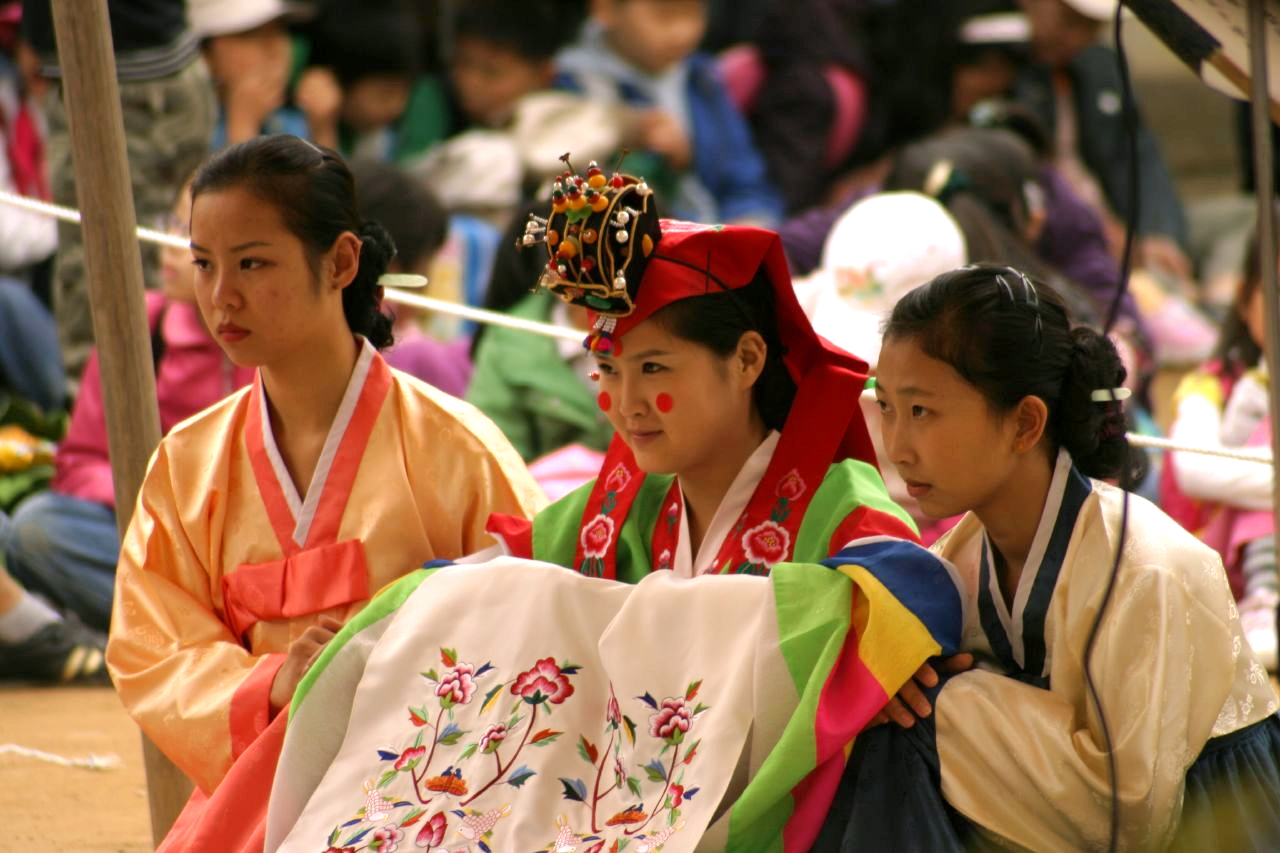
Хварот, наряд невесты

Традиционный корейский костюм, известный как ханбок (한복, 韓服) (или чосонот в КНДР), носимый с древних времён. Ханбок состоит из блузки (чогори) и юбки (чхима). Традиционная шляпа называется кванмо.
В соответствии с социальным статусом корейцы одеваются по-разному, что делает одежду важным отличительным признаком социального положения. Впечатляющие, но порой громоздкие, костюмы носятся правящим классом и королевской семьёй. Так же высшие классы используют ювелирные украшения для выделения от обычных людей. традиционным украшением для женщин является подвеска в форме какого-либо элемента природы, сделанная из драгоценных камней, к которым присоединена ленточка шёлка.
В зимнее время люди носили хлопковые наряды. Мех также был распространён.
Ханбок бывает разным в зависимости от цели ношения: ежедневное, церемониальное и особое платье. Церемониальные наряды носятся в формальных случаях, включая первый день рождения ребенка (тольджанчхи), свадьбу и похороны. Особые платья предназначены для официальных случаев или шаманских ритуалов.
Ныне ханбок всё ещё надевают в формальных случаях, хотя ежедневно уже не используют. Впрочем, старшее поколение временами носит ханбок, так же, как и представители аристократических семей, оставшихся с времён династии Чосон.

### Кухня

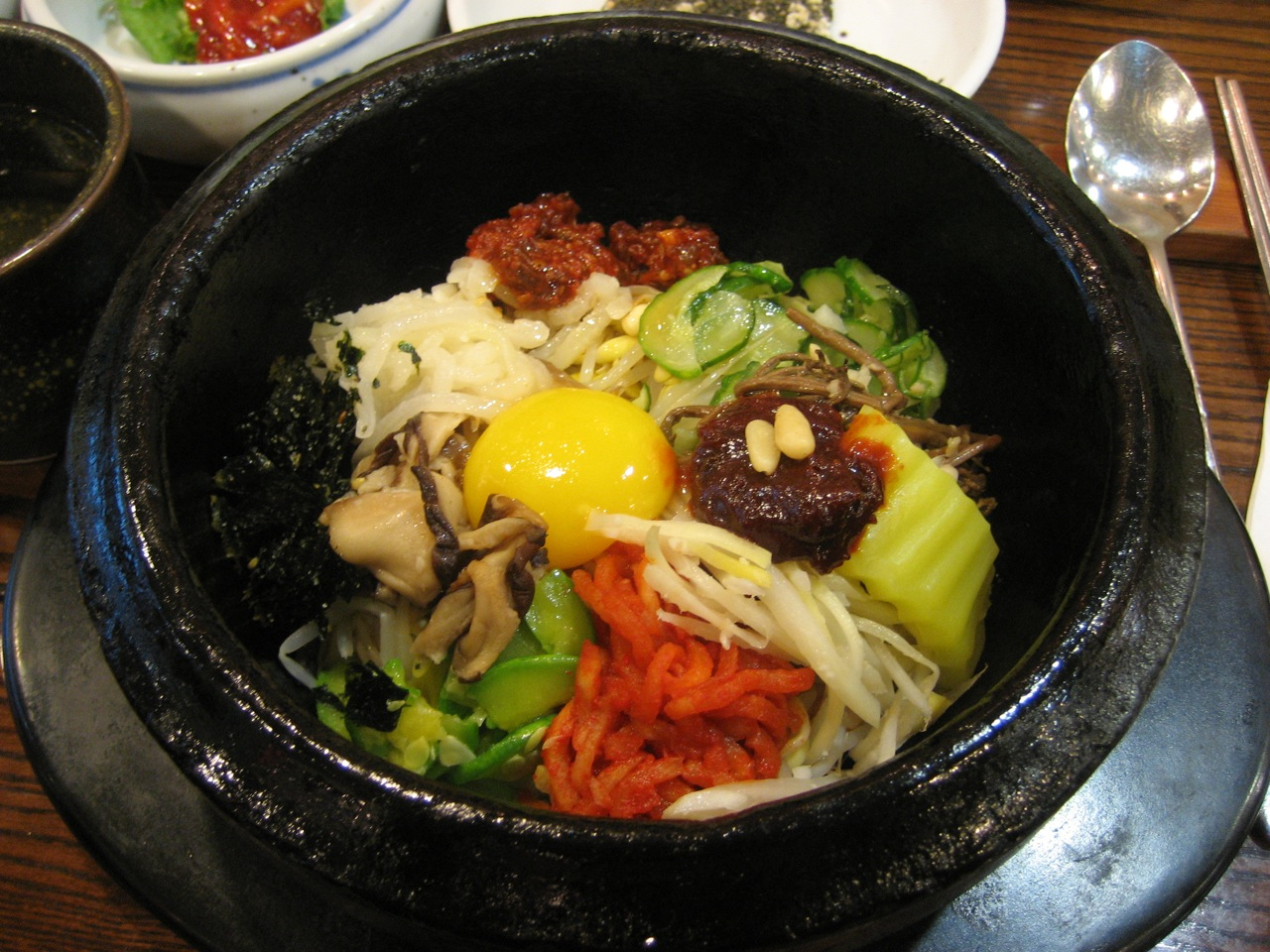
Пибимпап

Рис — основная еда в Корее. Из-за того, что страна, по сути, до последнего времени являлась аграрной, рецепты совершенствовались опытом веков. Основными культурами в Корее являются рис, ячмень и бобы, хотя используется и множество других. Рыба и другие морепродукты также являются важной частью, так как Корея расположена на полуострове.
Рецепты, использующие брожение, были открыты в ранние годы. В том числе квашенная рыба и овощи. Подобная еда обеспечивала необходимые белки и витамины зимой.
Отличительной особенностью храмовой кухни является то, что в ней не используется пять самых сильных ингредиентов корейской кухни: чеснок, зелёный лук, дикий лук-рокамболь, лук-порей и имбирь), — и мясо.
Традиционными блюдами являются ссамбап, пулькоги, синсолло, кимчхи, пибимпап и куджольпхан.

### Этикет
На корейский этикет оказали влияние исторические, религиозные и географические факторы. 